# 駐日パナマ大使館
駐日パナマ大使館（スペイン語: Embajada de Panamá en Japón、英語: Embassy of Panama in Japan）は、パナマが日本の首都東京に設置している大使館である。在東京パナマ大使館（スペイン語: Embajada de Panamá en Tokio、英語: Embassy of Panama in Tokyo）とも。1962年に大使館が開設された。
現在、同じ建物の別の階に在東京パナマ総領事館（スペイン語: Consulado General de Panamá en Tokio、英語: Consulate-General of Panama in Tokyo）が入居している。

## 所在地
2022年3月3日より、下記の住所で運営されている。2016年10月10日から2022年3月3日にかけての住所は「東京都港区東麻布2-21-7 Samon Building 2階」であった。
| 日本語 | 〒106-0032 東京都港区六本木三丁目15-5 六本木アシャラ・ヒルズ・ビル2階          |
| 英語   | Roppongi Aschara Hills Building 2F, Roppongi 3-15-5, Minato-ku, Tokyo 106-0032 |

総領事館は、同じビルの1階に入居している。

## 大使・総領事

### 大使
| 代                                 | 氏名                                       | 在任期間        | 官職名       | 備考                                                                                 |
| ---------------------------------- | ------------------------------------------ | --------------- | ------------ | ------------------------------------------------------------------------------------ |
|                                    | アンフェロ・フェラーリ                     | 1941年          | 臨時代理公使 |                                                                                      |
| 1                                  | アンフェロ・フェラーリ                     | 1941年          | 特命全権公使 | 信任状捧呈は3月13日 初代                                                             |
| ※1941年12月10日閉鎖～1953年7月再開 |                                            |                 |              |                                                                                      |
|                                    | リカルド・L・マルティネス・ハウラドゥ      | 1953年 - 1958年 | 代理公使     |                                                                                      |
| 2                                  | ヒルベルト・スクレ                         | 1958年 - 1960年 | 特命全権公使 | 信任状捧呈は11月13日                                                                 |
| 3                                  | ホセ・A・カハール・エスカーラ              | 1960年 - 1961年 | 特命全権公使 | 信任状捧呈は6月17日                                                                  |
| 4                                  | セサル・アウグスト・ギリェン・マルクッシ   | 1961年 - 1962年 | 特命全権公使 | 信任状捧呈は4月7日                                                                   |
|                                    | カルメン・N・デ・ギレン                    | 1962年          | 事務代理     |                                                                                      |
| ※1962年10月1日 大使館昇格          |                                            |                 |              |                                                                                      |
| 5                                  | セサル・アウグスト・ギリェン・マルクッシ   | 1962年 - 1967年 | 特命全権大使 | 信任状捧呈は11月5日                                                                  |
|                                    | カルメン・N・デ・ギレン                    | 1963年、1964年  | 事務代理     |                                                                                      |
| 6                                  | アルトゥーロ・ゴンサレス・カストレリョン   | 1967年 - 1970年 | 特命全権大使 | 信任状捧呈は5月22日                                                                  |
| 7                                  | アントニオ・ガスパール・アレス・シエラ     | 1970年 - 1974年 | 特命全権大使 | 信任状捧呈は2月16日                                                                  |
| 8                                  | ホセ・ナポレオン・フランコ・セー           | 1974年 - 1979年 | 特命全権大使 | 信任状捧呈は3月9日                                                                   |
| 9                                  | アルベルト・アルトゥーロ・カルボ・ポンセ   | 1979年 - 1990年 | 特命全権大使 | 信任状捧呈は2月27日                                                                  |
| 10                                 | アルベルト・A・ボイド・アリアス            | 1990年 - 1994年 | 特命全権大使 | 信任状捧呈は7月18日                                                                  |
| 11                                 | ファン・ホセ・アマド三世                   | 1995年 - 1996年 | 特命全権大使 | 信任状捧呈は9月5日                                                                   |
| 12                                 | ホセ・アンヘルベルト・ソサ・フェルナンデス | 1997年 - 1999年 | 特命全権大使 | 信任状捧呈は2月21日 駐日大使兼在東京総領事                                           |
|                                    | ハビエル・オリジャック・イカサ             | 1999年          | 臨時代理大使 |                                                                                      |
| 13                                 | ラウル・アダメス                           | 1999年 - 2004年 | 特命全権大使 | 信任状捧呈は12月22日 駐日大使兼在東京総領事 2000-2001年は臨時代理大使が担当          |
|                                    | アルリン・イッツェ・ゴンザレス             | 2000年 - 2001年 | 臨時代理大使 |                                                                                      |
|                                    | リッテル・ノベル・ディアス・ゴメス         | 2004年 - 2005年 | 臨時代理大使 |                                                                                      |
| 14                                 | アルフレド・マルティス・フエンテス         | 2005年 - 2009年 | 特命全権大使 | 信任状捧呈は1月6日 駐日大使兼在東京総領事 最後の在中華民国大使 社会保険庁（CSS）長官 |
|                                    | リッテル・ノベル・ディアス・ゴメス         | 2009年          | 臨時代理大使 |                                                                                      |
| 15                                 | ホルヘ・デメトリオ・コスマス・シファキ     | 2009年 - 2014年 | 特命全権大使 | 信任状捧呈は10月19日 駐日大使兼在東京総領事 旭日大綬章受章                           |
|                                    | リッテル・ノベル・ディアス・ゴメス         | 2014年 - 2015年 | 臨時代理大使 |                                                                                      |
| 16                                 | リッテル・ノベル・ディアス・ゴメス         | 2015年 - 2019年 | 特命全権大使 | 信任状捧呈は4月28日 旭日大綬章受章                                                   |
| 17                                 | カルロス・アルベルト・ペレ・アギーレ       | 2019年 - 2024年 | 特命全権大使 | 信任状捧呈は2020年3月13日 旭日大綬章受章                                             |
|                                    | サラディス・アレイダ・デル・レアル・タム   | 2024年          | 臨時代理大使 |                                                                                      |
| 18                                 | ワルテル・コーエン・ウリベ                 | 2024年 -        | 特命全権大使 | 信任状捧呈は11月18日                                                                 |

### 総領事
| 代 | 氏名（日本語）                                         | 氏名（スペイン語）             | 着任   | 退任     | 備考                                                            |
| -- | ------------------------------------------------------ | ------------------------------ | ------ | -------- | --------------------------------------------------------------- |
|    | ホセ・アンヘルベルト・ソサ・フェルナンデス             | José Angelberto Sosa Fernández |        | 2000年   | 駐日大使兼在東京総領事                                          |
|    | ラウル・アダメス                                       | Raúl Adames                    | 2000年 | 2004年   | 駐日大使兼在東京総領事                                          |
|    | アルフレド・マルティス・フエンテス                     | Alfredo Martíz Fuentes         | 2005年 | 2009年   | 駐日大使兼在東京総領事                                          |
|    | ホルヘ・デメトリオ・コスマス・シファキ                 | Jorge Demetrio Kosmas Sifaki   | 2009年 | 2014年   | 駐日大使兼在東京総領事                                          |
|    | 不明                                                   |                                | 2014年 | 2018年   |                                                                 |
|    | ラウル・ロドリゲス・フローレス                         | Raúl Rodríguez Florez          | 2018年 | 2019年   |                                                                 |
|    | カルロス・アルベルト・ペレ・アギーレ（カルロス・ペレ） | Carlos Alberto Pere Aguirre    | 2019年 | 2024年   | 2020年3月より駐日大使兼在東京総領事                             |
|    | サラディス・アレイダ・デル・レアル・タム               | Zaradeeth Aleyda Del Real Tam  | 2024年 | 2024年   | 2024年8月～11月は駐日臨時代理大使との兼任。総領事との記載は無し |
|    | ワルテル・コーエン・ウリベ                             | Walter Cohen Uribe             | 2024年 | （現職） | 2024年11月より駐日大使兼在東京総領事                            |

## ギャラリー

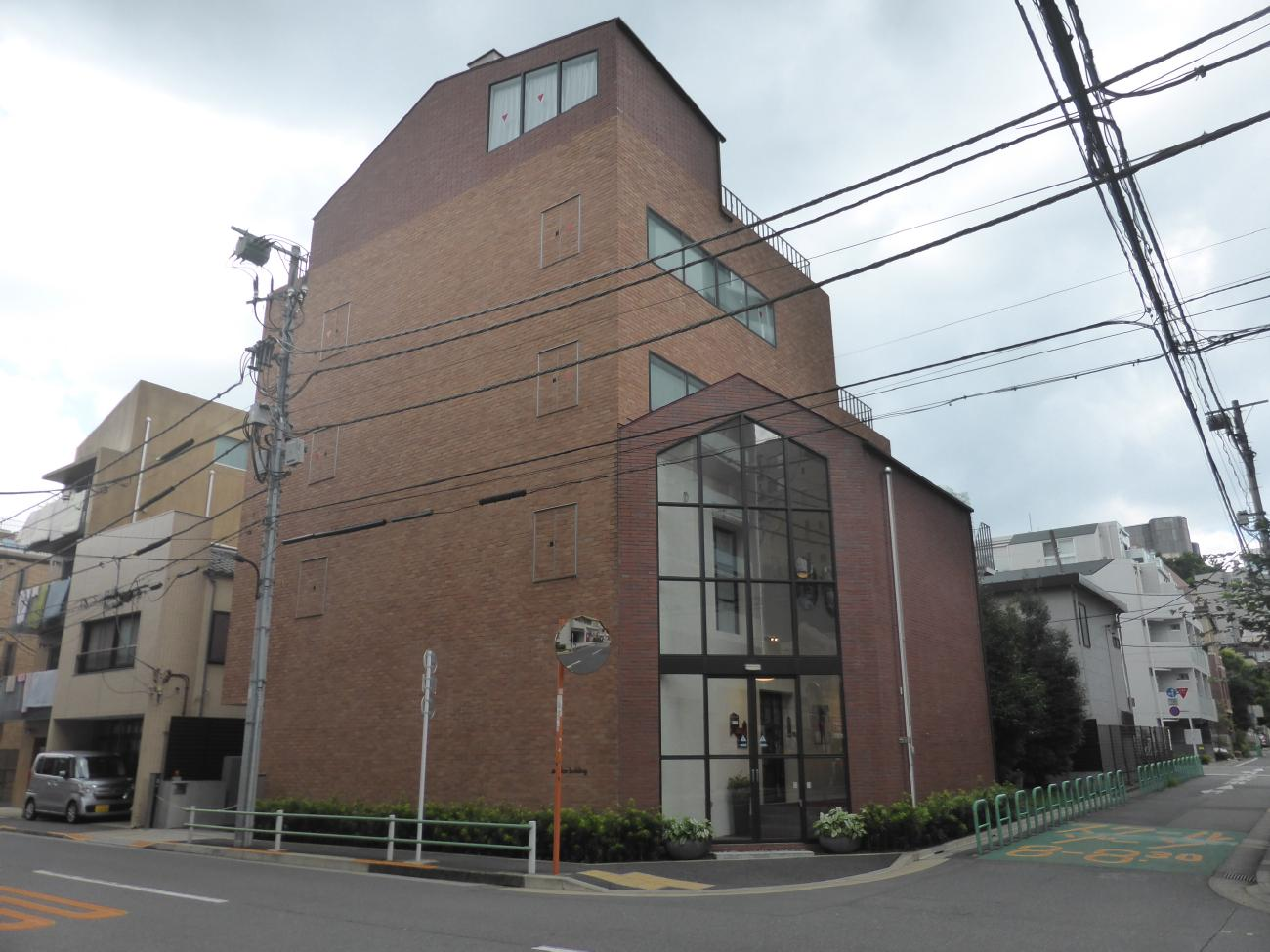
2016年10月から2022年3月にかけてパナマ大使館が入居していたビル
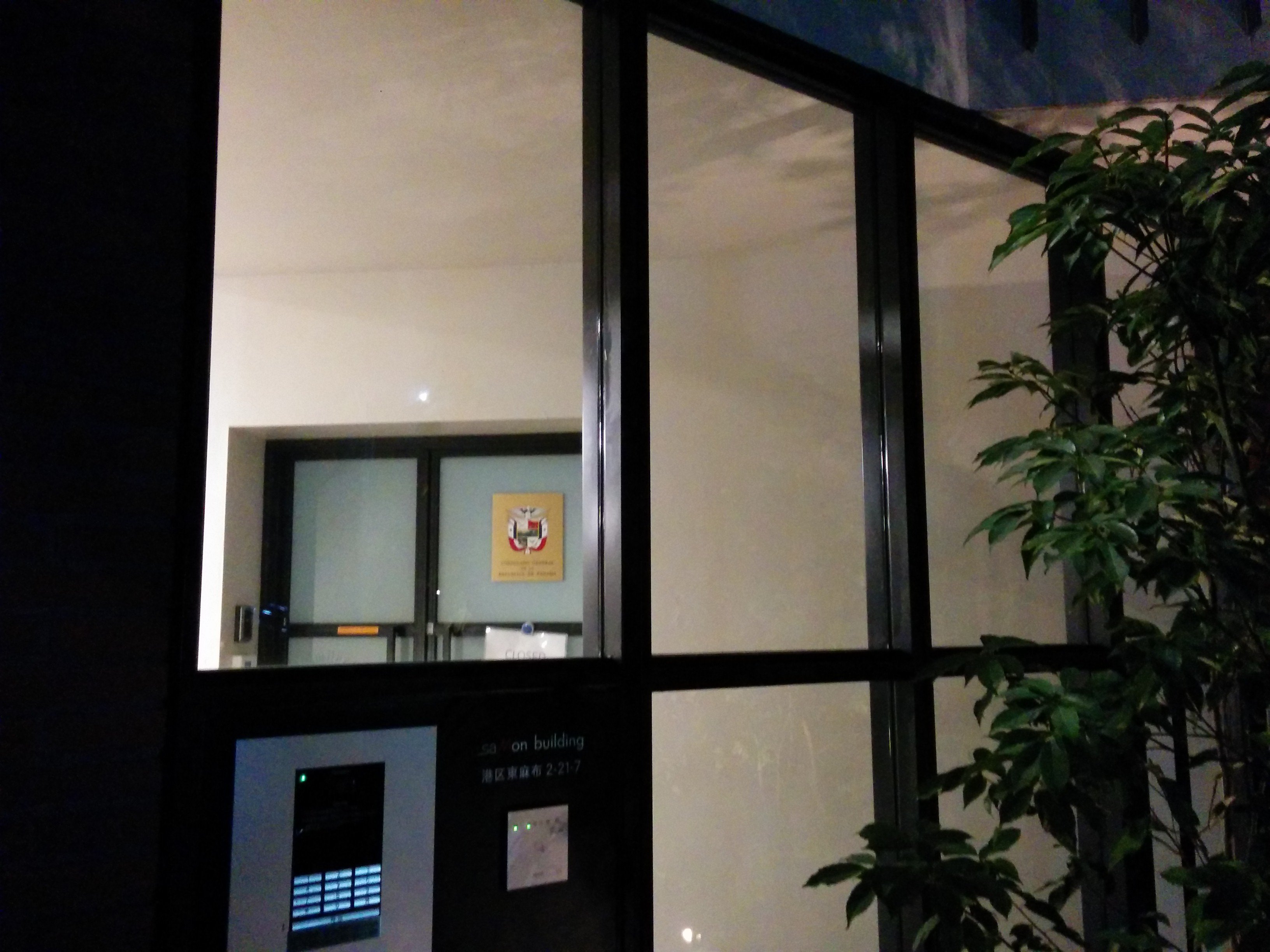
2016年10月から2022年3月にかけてのパナマ総領事館
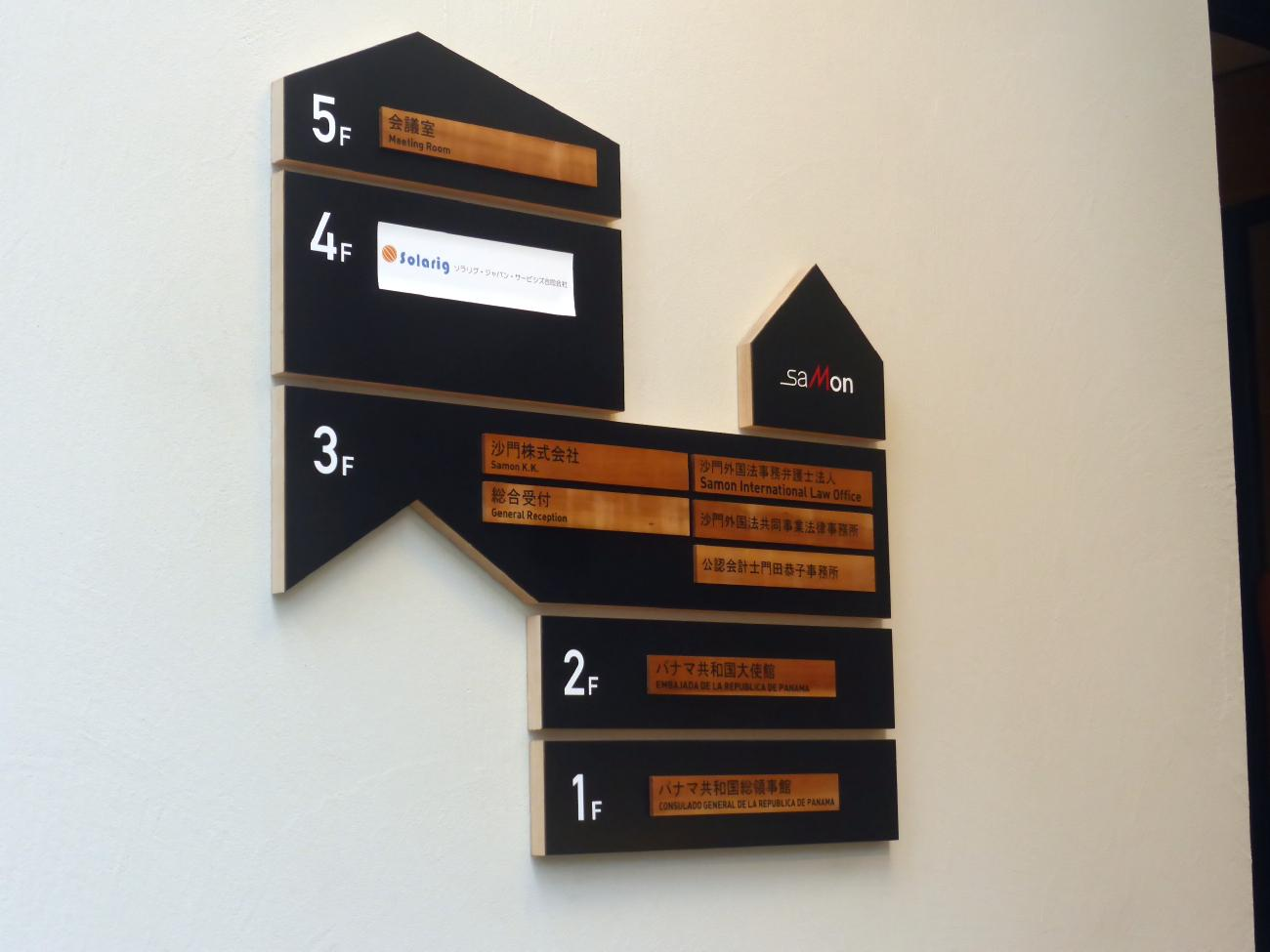
2016年10月から2022年3月にかけてパナマ大使館と総領事館が入居していたビルのプレート
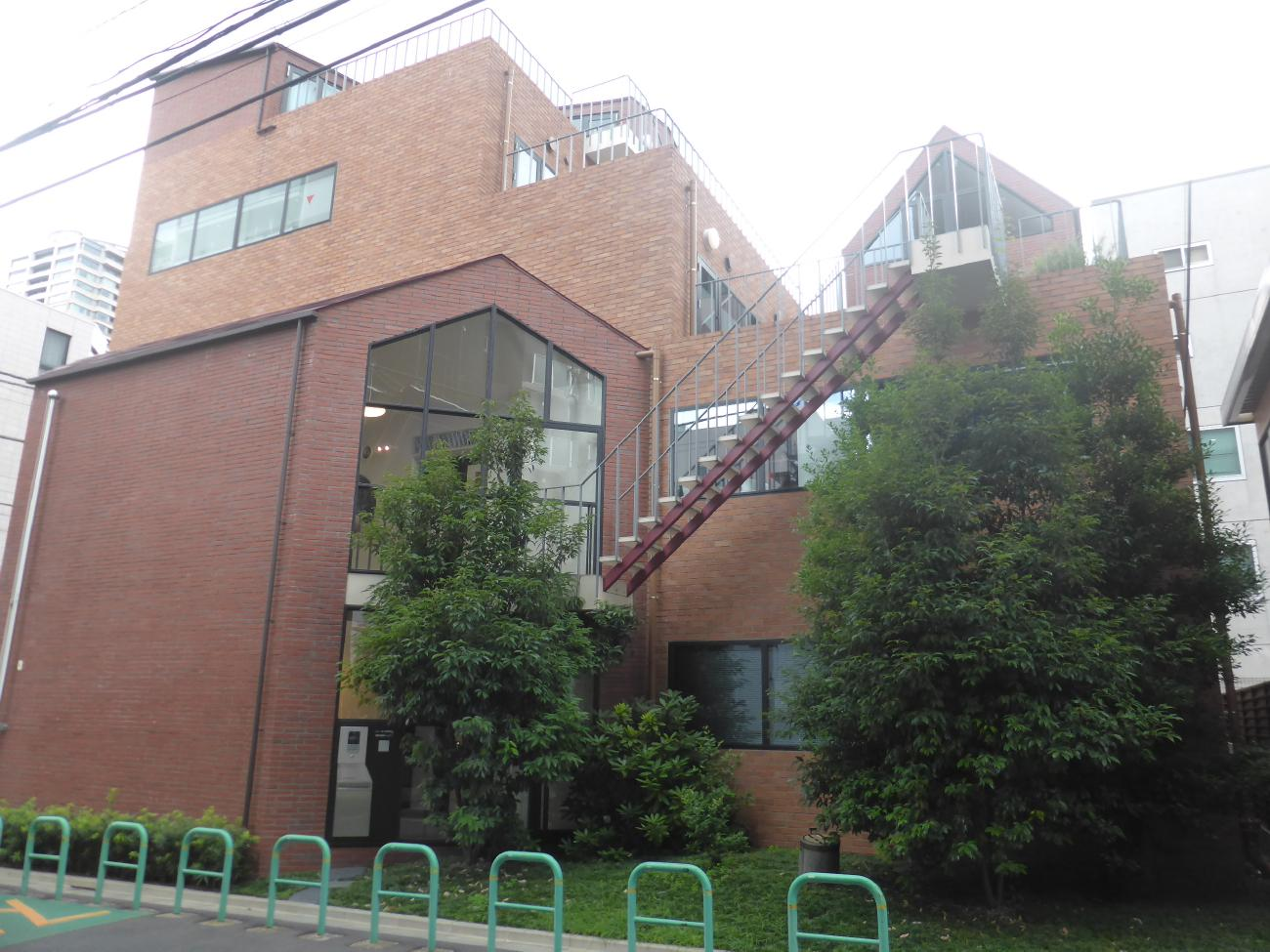
2016年10月から2022年3月にかけてパナマ大使館が入居していたビルの裏門